# Maco (Venezuela)
El pueblo Maco vive en una tribu llamada Marueta, en la orilla este del río Orinoco, entre los ríos Ventuari y Cunucuniúma, al sur del área Piaroa, en Venezuela. Son una de varias de las tribus llamadas "Maco" por los arahuacos. El Maco se considera un dialecto del Piaroa, y con un grupo étnico de 345 miembros para 2008, es considerado como un idioma amenazado.